# Parc naturel municipal de Prainha
 (août 2024).
Le parc naturel municipal de Prainha, populairement connu sous le nom de Parque da Prainha, est un parc public de Rio de Janeiro au Brésil. Le parc, créé en 1999, sur 147 hectares, est situé dans le quartier de Recreio dos Bandeirantes,,. Il couvre les zones de préservation de l'environnement de Prainha, Grumari et Pedra Branca et chevauche le parc d'Etat de Pedra Branca,,.
Le parc est géré par le Secrétariat municipal à l'environnement.

## Histoire
Au XVIIe siècle, la région de Prainha faisait partie de la Fazenda Camorim, Vargem Pequena et Vargem Grande, propriété de Vitória de Sá e Benevides, petite-fille de Salvador Correia de Sá. À sa mort, les terres furent données au monastère de São Bento, qui les vendit à Engenho Central de Jacarepaguá. En 1891, pour rembourser les dettes, le terrain fut transféré à la Banco de Crédito Móvel, qui démembra la propriété.
En 1970, est construite l'Avenida Estado da Guanabara, facilitant l'accès à la région de Prainha.
En 1989, sur le terrain déjà propriété de la famille Drault Emany, un projet avait été convenu pour la construction d'un complexe résidentiel et hôtelier dans la région de Prainha. Les surfeurs et les baigneurs ont organisé des manifestations contre la construction et appelant à la protection de l'environnement dans la région,.
En 1993, la mairie de Rio de Janeiro entame des négociations avec la famille Drault Ernany. En 1999, le processus de transfert du terrain à la municipalité est achevé et le parc est créé,,.
Le 15 septembre 2001, le parc est inauguré par le Service municipal de l'Environnement.

## Écosystème

### Flore
La végétation est caractéristique du biome de la forêt atlantique et des côtes rocheuses, des marais salants et des zones humides, et fait partie du domaine de la forêt ombrophile dense sous-montagnarde. Environ 250 espèces végétales ont été recensées, parmi lesquelles des orchidées, des broméliacées, des figuiers, du jacaré, du pau-d'alho, et du cedrinho. On note également la présence d'espèces menacées comme le maçaranduba et le pau-brasil. Certaines espèces ont été introduites comme le bananier, l'arbre à pain, l'amandier, le casuarina et le jacquier,,,,.

### Faune
La faune est très variée, avec la présence d'oiseaux comme les perruches, les colibris, les hiboux, les tourterelles, les abeilles, les tangaras du Brésil, les juritís, les troglodytes et des espèces menacées comme les faucons et les perroquets pionus. On peut trouver des reptiles tels que la vipère jararaca, la vipère jararacussu, le serpent cipó, le caninana, la tortue rousse et la tortue verte, symbole du parc Prainha. Parmi les mammifères, on trouve des paresseux, des chauves-souris, des chats sauvages, des ratons crabiers, des opossums, des tamarins étoilés, des lapins sauvages, des pacas et des rongeurs,,,.

## Géographie
Le parc Prainha est bordé par le Morro da Pedra dos Cabritos, le Morro Boa Vista et le Morro do Caeté, ayant un format d'amphithéâtre. Les altitudes du parc varient de zéro à 435 mètres au-dessus du niveau de la mer, avec une zone prédominante au-dessus de 100 mètres d'altitude et une zone plus petite jusqu'à 30 mètres d'altitude.

## Tourisme
Le parc est ouvert aux visiteurs du mardi au dimanche, avec des horaires d'ouverture restreints et une entrée gratuite. L'accès se fait via l'Avenida Estado da Guanabara, le long du front de mer. Il n'y a pas de transports publics dans le secteur, mais il est possible de s'y rendre en transport privé, à vélo ou à pied. En été, le nombre de voitures est contrôlé dans la zone,,.

### Infrastructure
Le parc dispose d'un centre d'accueil, du musée du surf, d'un auditorium et d'une salle d'exposition au siège du parc. L'endroit ne dispose ni d'éclairage public ni d'électricité. Le siège social utilise l'énergie solaire,,.

### Sentiers
Le sentier circulaire est de niveau facile, fait 500 mètres de long et entoure la zone d'utilisation du parc. L'accès au Sentier Caeté se fait par le Sentier Circulaire.
Le sentier de Caeté est de niveau facile avec une légère pente, mesure environ 800 mètres de long jusqu'au point de vue de Caeté et est bien balisé. Au point de vue se trouve une plate-forme en bois et offre une vue sur la plage de Recreio, la plage de Barra et la Pedra da Gávea,.
Le sentier Pedra dos Cabritos est de niveau modéré avec une pente raide. Son sommet offre d'un côté une vue sur la plage de Grumari, la plage Funda, la plage do Meio, la plage do Perigoso et Restinga da Marambaia, et de l'autre, la vue sur Prainha, la plage de Recreio et Pedra da Gávea.

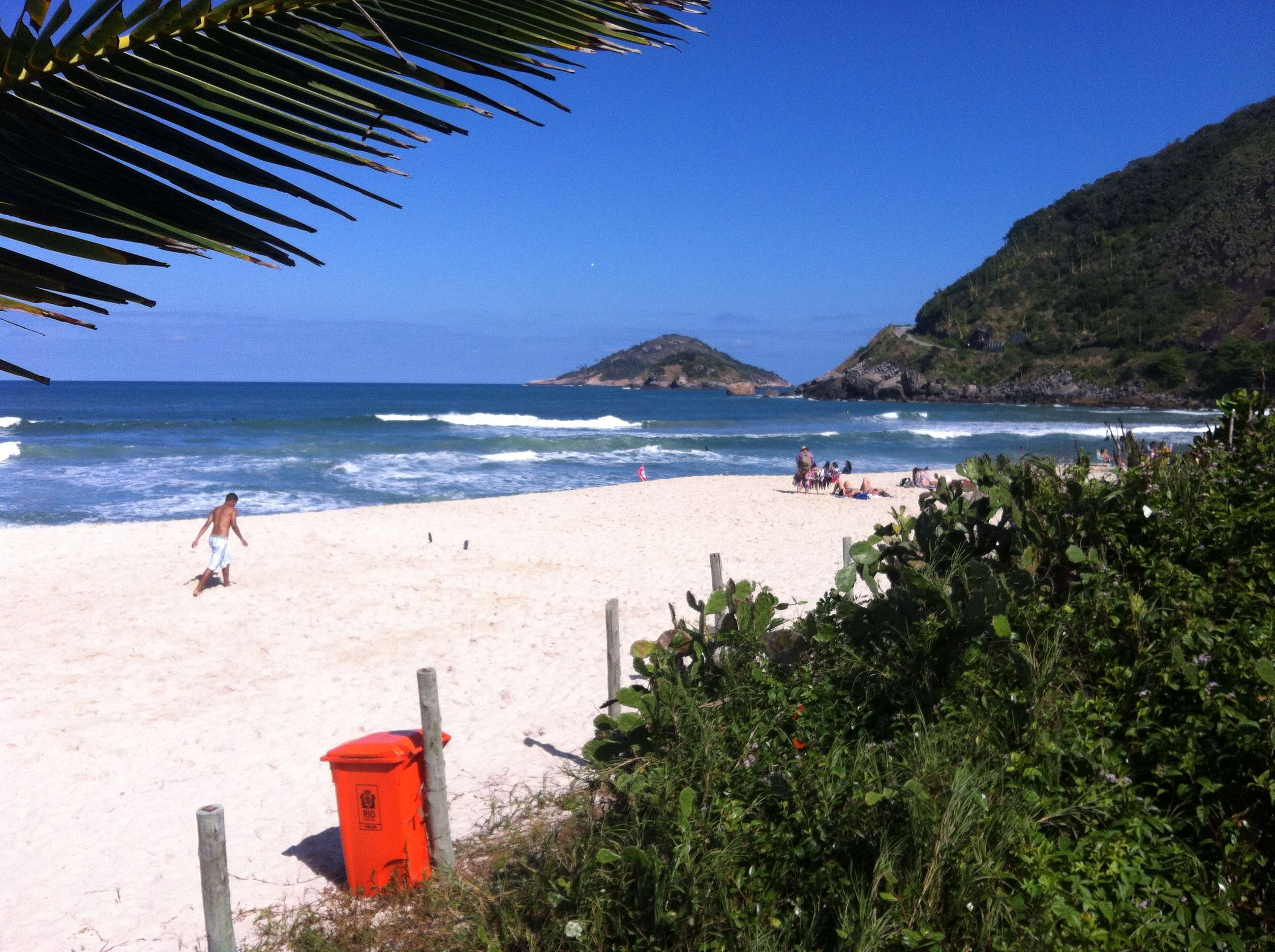
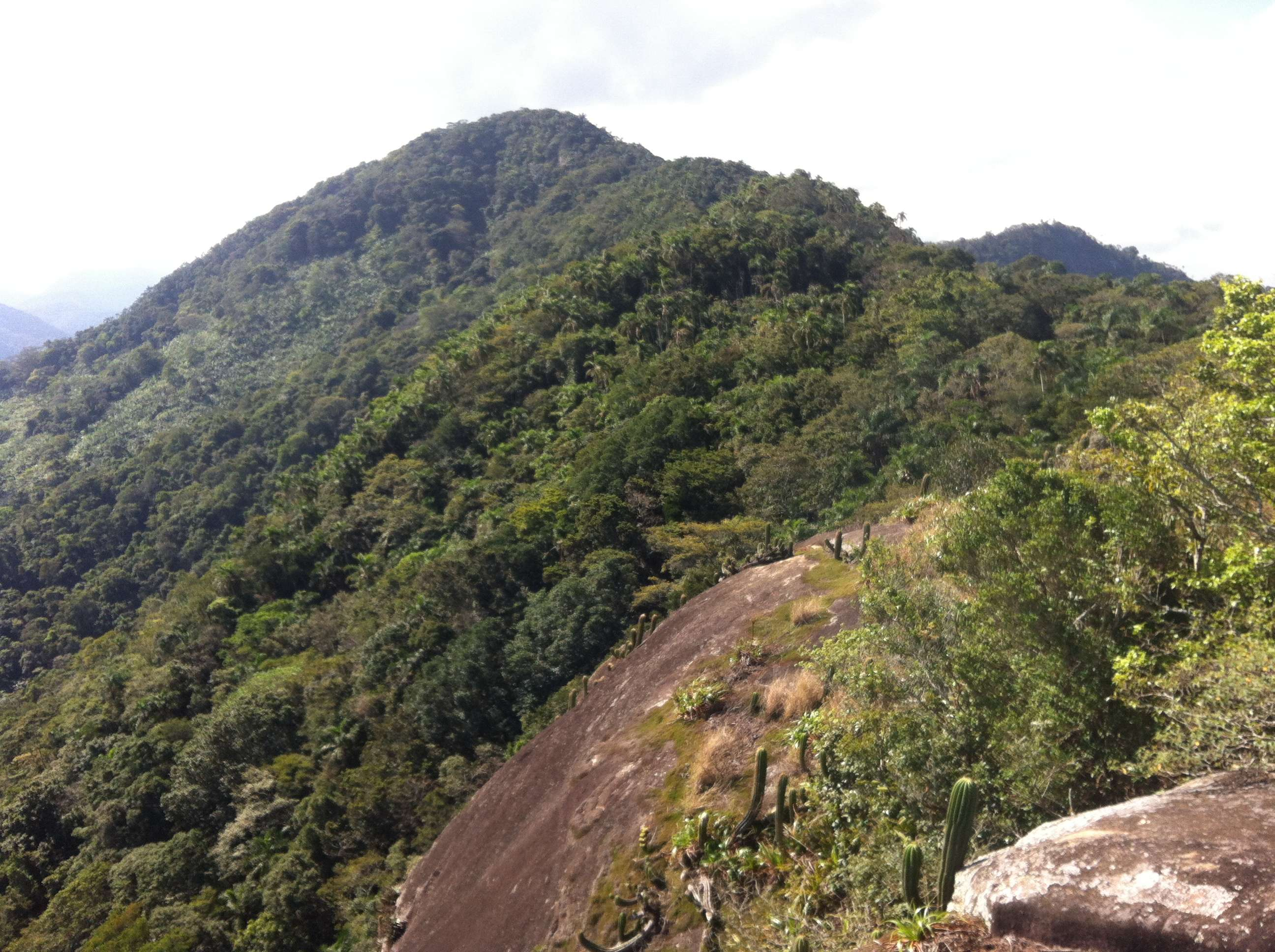
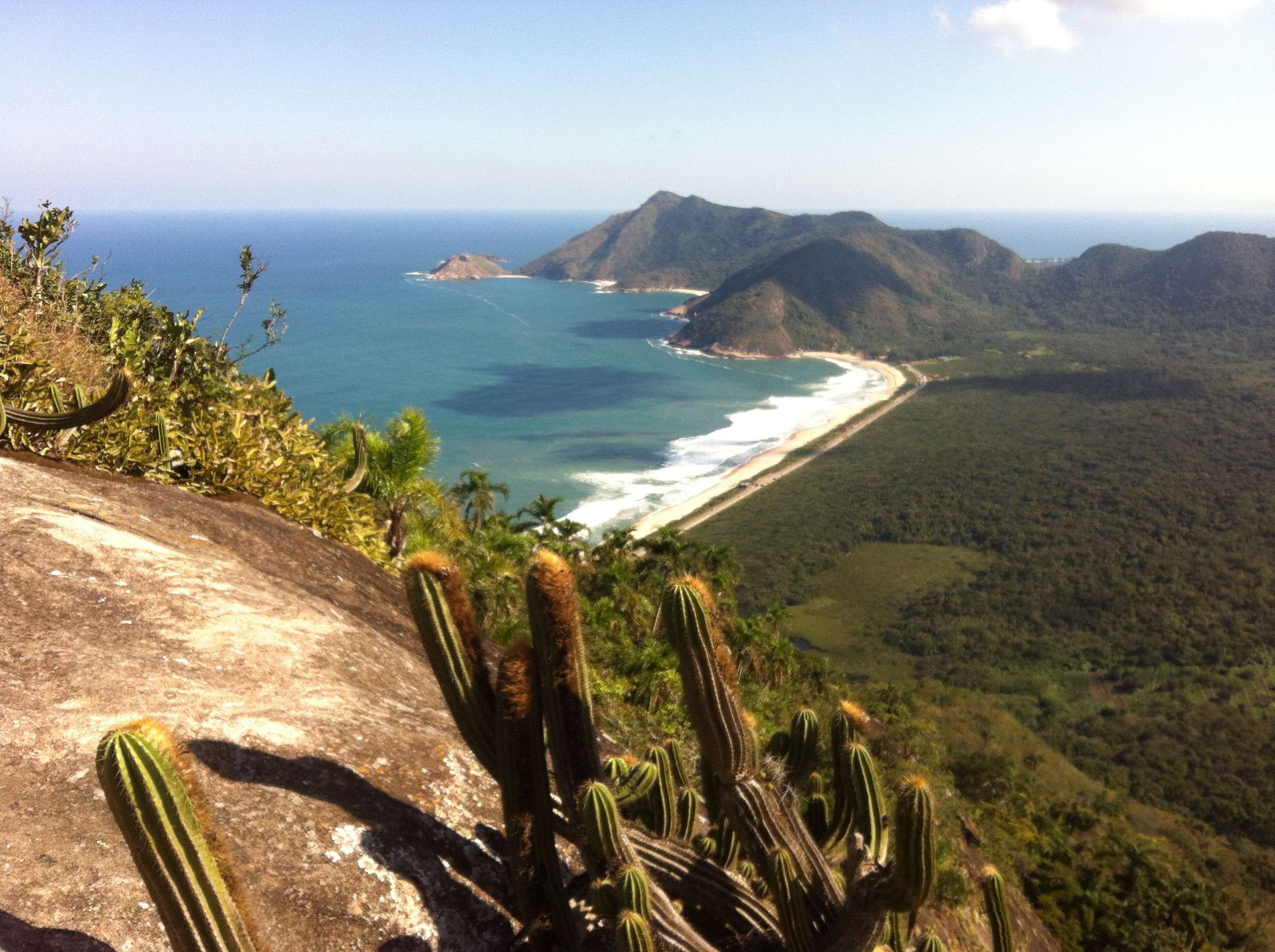
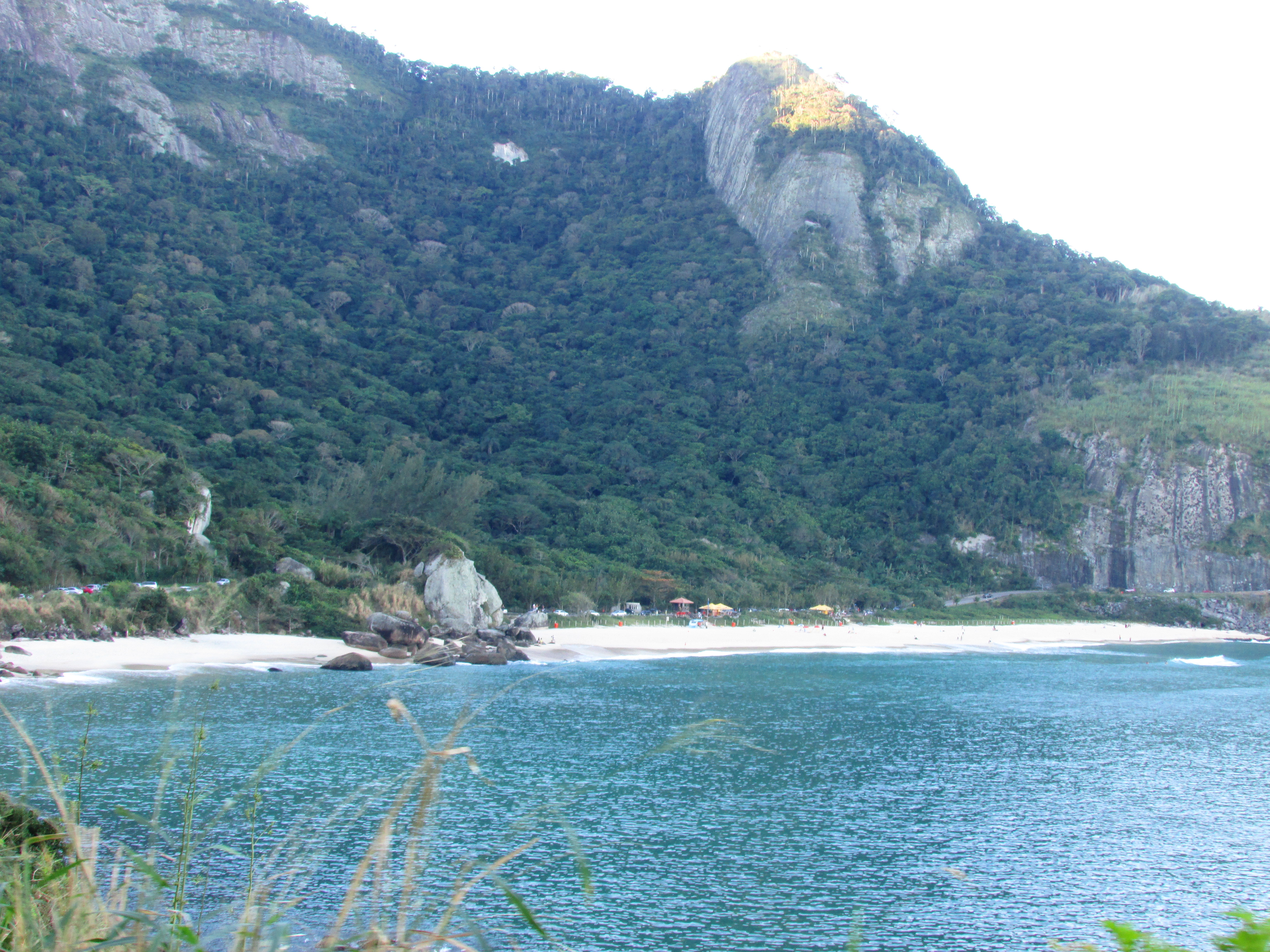